# موترندورف
موترندورف (به آلمانی: Mauterndorf) یک منطقهٔ مسکونی در اتریش است که در ناحیه تامسوگ واقع شده‌است. موترندورف ۳۲٫۷۱ کیلومتر مربع مساحت دارد ۱٬۱۲۳ متر بالاتر از سطح دریا واقع شده‌است.

## خواهرخوانده
شهر Cadolzburg خواهرخواندهٔ موترندورف هست.